# Cyclizin
Cyclizin ist ein Arzneistoff aus der Gruppe der Antihistamine der ersten Generation, der 1949 entwickelt wurde und gegen Übelkeit und Seekrankheit verwendet wird. Cyclizin kann zur Behandlung von Übelkeit bei krebskranken Kindern eingesetzt werden.
Cyclizin kann zu Vergiftung führen; die therapeutische Breite scheint relativ eng zu sein. 5 mg Cyclizin pro kg Körpergewicht gelten als toxisch, d. h. bei einer Abgabeform von 50 mg pro Tablette wären schon 5 Tabletten für eine 50 kg schwere Person gefährlich. Deshalb wird empfohlen, nicht-rezeptpflichtige Präparate auf 4 Tabletten zu begrenzen.
Cyclizin wirkt stärker antiemetisch und weniger sedierend als andere Antihistaminika und wurde deshalb 2011 in die Liste der unentbehrlichen Arzneimittel der Weltgesundheitsorganisation für Kinder aufgenommen. In Deutschland gibt es derzeit kein zugelassenes Präparat.

## Wirkung
Cyclizin wirkt als Antagonist (blockierend) an bestimmten Acetylcholin- und Histamin-Rezeptoren.

## Darstellung und Gewinnung
Die Synthese von Cyclizin gelingt durch die Umsetzung von Benzhydrylchlorid mit 1-Methylpiperazin.
Der Wirkstoff wird in verschiedenen Salzformen, wie als Monohydrochlorid, Dihydrochlorid, Lactat oder Tartrat verwendet.

## Handelsnamen
- Marzine (Hersteller McNeil Denmark ApS), Valoid, Nausicalm (Hersteller GlaxoSmithKline)